# Амаду да Силва, Флавиу
Фла́виу Ама́ду да Си́лва (порт. Flávio Amado da Silva; 30 декабря 1979, Луанда) — ангольский футболист, нападающий. Выступал за сборную Анголы.

## Карьера
Начал профессиональную карьеру в 2000 году в клубе «Петру Атлетику» из родной Луанды, одном из сильнейших клубов Анголы. В том же году молодой перспективный форвард дебютировал в национальной сборной. За пять лет в составе «Петру Атлетику» выиграл два чемпионата, два Кубка и Суперкубок Анголы, был одним из лидеров команды.
В 2005 году перешёл в каирский «Аль-Ахли», сильнейший клуб Египта за всю историю и за последние годы в частности, один из лучших клубов всей Африки. Флавиу быстро закрепился в основном составе клуба, став одним из ведущих игроков. В первый же год он выиграл с «Аль-Ахли» Кубок и Суперкубок Египта и Лигу чемпионов КАФ. А вот на клубном ЧМ-2005 ни каирской команде, ни лично Флавиу не удалось себя проявить, итогом выступления стало шестое (последнее) место.
2006 год стал самым успешным в карьере Флавиу на данный момент. На внутриегипетском уровне были выиграны все три основных трофея — чемпионат (2005/06), Кубок и Суперкубок, «Аль-Ахли» одержал победы и в Лиге чемпионов КАФ, и в Суперкубке КАФ, став сильнейшей клубной командой Африки. В клубном первенстве мира в декабре того года каирцы заняли третье место, обыграв «Окленд Сити» (2:0 в 1/4 финала) и «Америку» (2:1 в матче за бронзу) и уступив в полуфинале будущему чемпиону — «Интернасьоналу» (1:2); блестяще проявили себя на том турнире Флавиу и его партнёр по атаке Мохаммед Абутрика, который забил трижды (в т.ч. оба гола в бронзовом матче), а Флавиу — дважды. Только они двое стали теми, кто забил на том турнире больше одного гола.
Примерно за полгода до этого Флавиу смог хорошо проявить себя за сборную на Чемпионате мира 2006: в первых двух матчах (0:1 от Португалии и 0:0 с Мексикой) Флавиу сидел на скамье запасных, зато в третьей игре, против Ирана, выйдя замену во втором тайме вместо лидера и капитана ангольцев Аква, забил гол, ставший единственным для Анголы на этом турнире и (пока) на мировых первенствах вообще (ЧМ-2006 был для Анголы дебютным); игра в итоге закончилась вничью 1:1, иранец Сохраб Бахтиаризаде сравнял счёт; в итоге, несмотря на невыход сборной в плей-офф, ангольцы запомнились неплохой игрой, а Флавиу стал национальным героем. А ещё до того, в январе 2006 года, на Кубке африканских наций, Флавиу забил три гола, но это не помогло ангольцам выйти из группы.
В сезоне 2006/07 Флавиу выиграл свой второй египетский чемпионский титул и стал лучшим бомбардиром первенства (17 голов). В 2007 году он выиграл в составе «Аль-Ахли» ещё три кубковых трофея: Кубок и Суперкубок Египта и Суперкубок КАФ. А вот выиграть третью подряд Лигу чемпионов КАФ «Аль-Ахли» не сумел, уступив в финале тунисскому «Этуаль дю Сахель» (0:0; 1:3). В 2008 году «Аль-Ахли» и один из лучших его игроков Флавиу в очередной раз выиграли чемпионат, Кубок и Суперкубок Египта и Лигу чемпионов КАФ. На Кубке африканских наций 2008 Ангола вышла из группы, а в четвертьфинале уступила египтянам (1:2), в составе которых было большое количество товарищей Флавиу по «Аль-Ахли»; Флавиу носил на турнире капитанскую повязку и забил 1 гол, дважды отличился его напарник по атаке Манушу из «Манчестер Юнайтед». Наконец, в декабре 2008 года Флавиу принял участие в своём третьем клубном чемпионате мира. На этот раз, как и в 2005 году, египтянам не удалось выйти в полуфинал.

## Достижения
Петру Атлетику
- Двукратный чемпион Анголы: 2000, 2001
- Двукратный обладатель Кубка Анголы: 2000, 2002
- Обладатель Суперкубка Анголы: 2002

Аль-Ахли Каир
- Четырёхкратный чемпион Египта: 2005/06, 2006/07, 2007/08, 2008/09
- Четырёхкратный обладатель Кубка Египта: 2005, 2006, 2007, 2008
- Четырёхкратный обладатель Суперкубка Египта: 2005, 2006, 2007, 2008
- Лучший бомбардир чемпионата Египта: 2006/07
- Трёхкратный победитель Лиги чемпионов КАФ: 2005, 2006, 2008
- Финалист Лиги чемпионов КАФ: 2007
- Двукратный обладатель Суперкубка КАФ: 2006, 2007
- Бронзовый призёр Клубного чемпионата мира: 2006